# José María Amusátegui de la Cierva
José María Amusátegui de la Cierva (San Roque (Cadis), 12 de març de 1932) és un financer i advocat de l'Estat espanyol, que fou copresident del Banco Santander Central Hispano.

## Trajectòria
Fill d'una família de marins, es va llicenciar en Dret en la Universitat Complutense de Madrid en 1954. Després d'acabar els seus estudis va ser professor ajudant de Dret Civil a la mateixa universitat i en 1959 va obtenir la plaça per oposició d'advocat de l'Estat. En 1963, juntament amb Claudio Boada Villalonga, llavors gerent de Construcciones Aeronáuticas (CASA) i associat a una altra empresa de l'Instituto Nacional de Industria a començar a desenvolupar la seva activitat com a empresari i gestor, sempre a l'ombra de Claudio Boada. En 1967 es va incorporar a Altos Hornos de Vizcaya on Boada era president, accedint en 1970 a la vicepresidència de l'INI també amb la presidència de Boada. Passà per diferents empreses privades i públiques com el Banco de Madrid, el Banco Catalán de Desarrollo, INTELSA, Astilleros Españoles (president), Instituto Nacional de Hidrocarburos (vicepresident), Campsa (president), conseller adjunt a la presidència del Banco Hispano Americano (1985), president del Banco Urquijo i en 1990 president del Banco Hispano Americano. En el procés de concentració bancària de la dècada de 1990, signà la fusió amb el Banco Central, presidit per Alfonso Escámez, donant lloc al Banco Central Hispano, del que en fou president solidari (fins a 1992 en què fou únic president) i director executiu. En 1993 fou president també d'Unión Fenosa. En 1999 junt amb Emilio Botín s'inicià la fusió del Banco Central Hispano Americano amb el Banco Santander, que donaria lloc al Banco de Santander Central Hispano, del que en fou copresident solidari ambn Botín fins al 2001, quan hagué de renunciar en tenir Emilio Botín el control majoritari del Consell d'Administració i constituir-se més tard el Grup Santander.